# Shakuntala Devi (politica)
Shakuntala Devi (Sangrampur, 10 ottobre 1931 – Patna, 9 gennaio 2022) è stata una politica indiana, membro del Congresso Nazionale Indiano.